# Jerboa-de-orelha-longa
O jerboa-de-orelha-longa (Euchoreutes naso) é um animal parecido com um rato e é um dos  mamíferos mais raros do mundo. Encontra-se actualmente em perigo de extinção. Vive nos desertos da Mongólia e da China.
Tem patas de canguru e é um dos animais com as orelhas maiores em relação ao corpo. As suas patas têm quatro dedos. O jerboa-de-orelha-longa é um animal de hábitos noturnos; passa o dia em túneis subterrâneos e à noite sai para se alimentar. A sua alimentação é feita à base de insetos.